# Oskar Huth

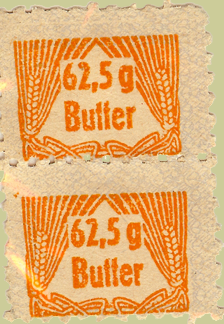
Reisebuttermarken von Oskar Huth, um 1943 in Berlin hergestellt

Oskar Huth (* 26. Februar 1918 in Berlin; † 21. August 1991 ebenda) war ein deutscher Klavierbauer, Maler, Zeichner, Kopist, Fälscher und Widerstandskämpfer gegen den Nationalsozialismus. Er hat zahlreichen untergetauchten Personen mit seinen von ihm selbst in Berlin-Wilmersdorf hergestellten Reisebuttermarken, aber auch mit falschen Papieren das Überleben ermöglicht. Bereits 1946 bescheinigte ihm die amerikanische Militärverwaltung Evident of Anti-Nazi-Activities.

## Leben
Nach dem bestandenen Begabtenabitur studierte Huth von 1936 bis 1939 in Berlin Freie Malerei sowie die Drucktechniken, Hoch-, Tief- und Flachdruck. Als er nach Kriegsbeginn 1939 einen Befehl zur Musterung erhielt, wurde er durch eine ‚Schwejkiade‘ für ein Jahr aufgrund „motorischer Störungen“ vom Dienst befreit.
Nachdem immer mehr von seinen jüdischen Freunden abgeholt wurden und nicht aus den Konzentrationslagern zurückkamen, beschloss er 1941, in den Untergrund zu gehen. Im März 1942 besorgte sich Huth eine Handpresse und fuhr diese mit einer Handkarre von Kreuzberg nach Wilmersdorf in die Dillenburger Straße 58f, wo er sich im Keller des Hauses einrichtete. Seine Tarnung war die eines wissenschaftlichen Zeichners. Als solcher hatte er, noch zu seiner legalen Zeit, im Botanischen Institut in der Königin-Luise-Straße gearbeitet. In den folgenden Jahren fälschte er Reisebuttermarken, Wehrpässe und andere Papiere, wie u. a. für die Ausmusterung des Malers Heinz Trökes aus der Wehrmacht. Huth ermöglichte damit fast sechzig Menschen – überwiegend Juden, die sich in Berlin versteckt hatten – das Überleben. Dazu gehörten die Jüdin Ilse Haak, geborene Lewin, später Stillmann, und ab 1944, nach dem fehlgeschlagenen Hitler-Attentat, auch die beiden untergetauchten Brüder Ludwig und Kunrat Freiherr von Hammerstein-Equord. Deren Dokumente sind Bestandteil der Gedenkstätte Deutscher Widerstand in Berlin.
In den 1950er und 1960er Jahren West-Berlins war Huth als Erzähler und Pianist ein bekanntes Original in mehreren Kreuzberger und Wilmersdorfer Künstlerkneipen, wo er die Bekanntschaft mit Schriftstellern, Regisseuren und Schauspielern machte.

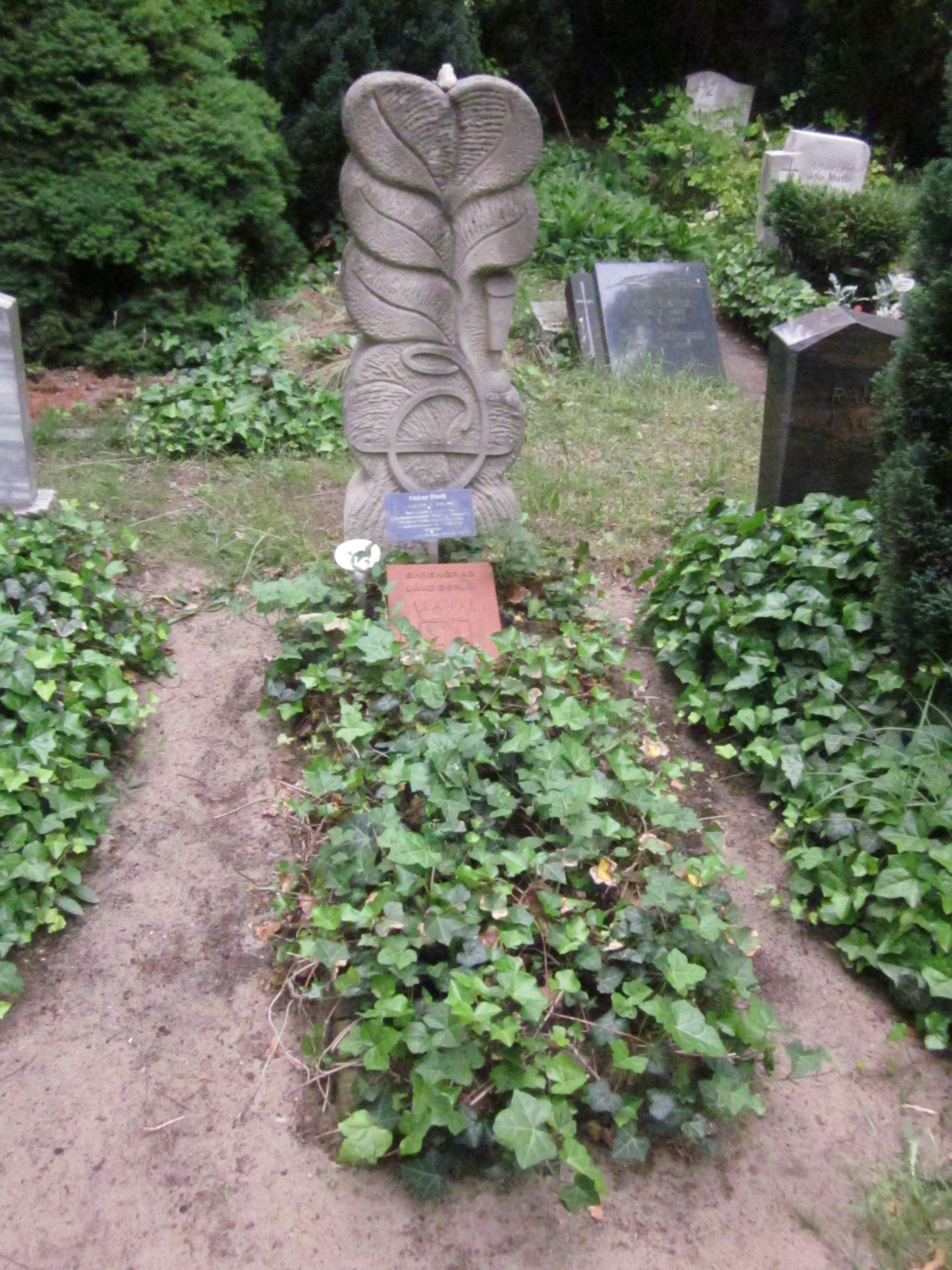
Ehrengrab von Oskar Huth in Berlin-Kreuzberg

Oskar Huth starb am 21. August 1991 im Alter von 73 Jahren in Berlin. Sein Grab befindet sich auf dem Friedhof I der Jerusalems- und Neuen Kirchengemeinde in Berlin-Kreuzberg. Das Grabdenkmal, eine schmale Stele mit botanischen Ornamenten, schuf der Bildhauer Günter Anlauf.

## Ehrungen
Der Schriftsteller Peter O. Chotjewitz porträtierte Huth in seiner Erzählung Ein Mann namens Nagel. Günter Grass schuf in seinem Roman Hundejahre eine Huth nachempfundene Figur namens „Hütchen“, Klavierbauer und Fälscher von Profession. Robert Wolfgang Schnell schuf in seinem Roman Geisterbahn ebenfalls eine Huth nachempfundene Figur namens Bubi Paffrath. Günter Bruno Fuchs, Rolf Haufs, Reinhard Lettau und Matthias Koeppel ließen sich in mehreren Gedichten von der Person Huths inspirieren. Hans Magnus Enzensberger erwähnt Huth in seiner Biographie Hammerstein oder der Eigensinn. Friedrich Christian Delius schreibt in seinem Roman Mein Jahr als Mörder über Huth und das eigene Unvermögen, ihn anzusprechen, als sich die Gelegenheit dazu bot.
Auf Beschluss des Berliner Senats ist die letzte Ruhestätte von Oskar Huth auf dem Friedhof I der Jerusalems- und Neuen Kirchengemeinde in Berlin-Kreuzberg (Grablage: 133-3-7) seit 1994 als Ehrengrab des Landes Berlin gewidmet. Die Widmung wurde im Jahr 2016 um die übliche Frist von zwanzig Jahren verlängert.
Oskar Huth wird in der 2008 eröffneten Gedenkstätte Stille Helden in der Rosenthaler Straße 39 geehrt.
Im Ausstellungszyklus Kreuzberger Bohème fand 2014 im Mühlenhaupt Museum Berlin Kreuzberg / Browse Gallery in der Marheineke-Halle in Berlin-Kreuzberg eine Oskar-Huth-Ausstellung mit dem Ausstellungstitel Für den Fall der Nüchternheit statt. Kuratiert wurde die Ausstellung von Hartmut Topf. Fotos der Ausstellung stammten von Alf Trenk und Dietmar Bührer.